# Tedzami
Tedzami (georgiska: თეძამი) är ett vattendrag i Georgien. Det ligger i den centrala delen av landet, 50 km nordväst om huvudstaden Tbilisi. Tedzami mynnar som högerbiflod i Kura (Mtkvari).